# Buitrago
Buitrago település Spanyolországban, Soria tartományban. Buitrago Fuentecantos, Fuentelsaz de Soria, Renieblas és Velilla de la Sierra községekkel határos. Lakosainak száma 74 fő (2024).

## Népesség
A település népessége az elmúlt években az alábbi módon változott:
| Lakosok száma | 53   | 55   | 54   | 52   | 60   | 61   | 59   | 65   | 71   | 74   |
|               | 2001 | 2004 | 2007 | 2009 | 2012 | 2014 | 2017 | 2019 | 2022 | 2024 |